# Luna (llinatge)

Armes d'una branca dels Luna

El llinatge dels Luna fou un llinatge de rics-homes aragonesos.
Les seves armes heràldiques eren en camp d'or, 5 garses de sinople.

## Llista dels Luna
- Lope Ferrench
- Bacalla de Luna, I senyor de Luna (†1115). Present a la batalla d'Alcoraz (1096) i conqueridor de Luna, d'on prengué el nom. Tingué 3 fills mascles:
  - Lope Ferrench de Luna, II senyor de Luna, present a la batalla d'Alcoraz (1096), cap del llinatge dels Ferrench de Luna
  - Gómez I de Luna, present a la batalla d'Alcoraz (1096) i mort al Setge de Fraga (1133-1134)
  - Íñigo Ferrench de Luna col·laborador d'Alfons I d'Aragó
  - Lope Ínyiguez de Luna, fill d'Íñigo Ferrench de Luna

### Branca delsFerrench de Luna
- Lope Ferrench de Luna, II senyor de Luna. Decapitat segons la llegenda de la Campana de Huesca (1134)
- Pero López de Luna, III senyor de Luna (†1174) (fill de l'anterior)
- Lope Ferrench de Luna, IV senyor de Luna (†1190) (fill de l'anterior)
- Artal de Luna, V senyor de Luna (†1260) (fill de l'anterior) Majordom del Regne d'Aragó
- Artal de Luna, VI senyor de Luna (†1289) (fill de l'anterior)
- Lope Ferrench VII senyor de Luna (†1304) (germà de l'anterior)
- Pero López de Luna y Ximénez d'Urrea (fill de l'anterior)
- Artal de Luna, VIII senyor de Luna (†1324) (germà de l'anterior); mort a Sardenya el 1324; casat primer amb Constança Peres, II senyora de Sogorb, neta del rei Pere III d'Aragó; després amb Constança d'Antillón; després amb Marina Sanz de Huerta
- Lope de Luna, I comte de Luna (†1360) i senyor de Sogorb, gran col·laborador de Pere el Cerimoniós en l'expedició a Sardenya i en la lluita contra la Unió aragonesa. Casat amb la infanta Violant d'Aragó i d'Anjou, filla de Jaume II d'Aragó;[1] després amb Brianda de Got (o d'Acquaviva)
- Maria de Luna (filla de l'anterior), casada amb el rei Martí I d'Aragó «l'Humà»
  - Rei Martí I de Sicília (fill de l'anterior)
    - Frederic de Luna, duc d'Arjona, IV comte de Luna, senyor de Sogorb (fill natural de l'anterior)

### Branca delsMartínez de Luna
- Martín de Luna
- Lope I Martínez de Luna (fill de l'anterior), mort a Jaca lluitant contra els navarresos
- Pero I Martínez de Luna, decapitat a la Campana de Huesca[2]
- Lope II Martínez de Luna, mort a la batalla de Las Navas de Tolosa (1212)
- Pero II Martínez de Luna, (fill de l'anterior). Mestre de l'Orde de l'Hospital
- Sanxo Martínez de Luna, (fill de l'anterior). Enemic de Pero d'Ahonés i servidor de Jaume I d'Aragó.
- Pero III Martínez de Luna "el Vell", (fill de l'anterior), casat amb Violante d'Alagón, filla d'Artal IV d'Alagón. 1r senyor d'Almonacid de la Sierra i de Pola.
- Ximeno Martines de Luna y Peres de Sesé (fill de l'anterior), bisbe de Saragossa i arquebisbe de Tarragona,
- Pero Martínez de Luna, senyor d'Almonacid (germà de l'anterior); que es casà amb Marquesa de Saluzzo
- Pero Lopez de Luna i Pallas; fill de Pedro Lopez de Luna i Atares; casat amb Almansa de Luna
- Sanxo Martínez de Luna i Luna; fill de Pedro Lopez de Luna i de Almansa de Luna; casat amb Marquesa Cornel
- Pero Martinez de Luna i Cornel; fill de Sanxo Martínez de Luna i Marquesa Cornel; casat amb Marquesa de Saluzzo
- Pero Martínez de Luna i Saluzzo, señor de Almonacid e Pola; fill Pedro Martinez de Luna i Cornel; casat amb Elfa de Xérica i d'Arborea, 1320.
- Antón de Luna i Xèrica (fill de l'anterior), capitanejà l'urgellisme aragonès. Revolta del comte d'Urgell.
- Johan I Martínez de Luna, (fill de Pero Martínez de Luna i Saluzzo), señor de Almonacid e Pola; casat el 1331 amb Cortesina de Calamandra
- Johan II Martínez de Luna, senyor d'Illueca; (fill de l'anterior), casat amb María Teresa Pérez de Gotor i Zapata
- Johan III Martínez de Luna o Johan Martínez de Luna i Gotor; senyor d'Illueca; (fill de l'anterior), casat amb Teresa d'Urrea i després amb Teresa de Albornoz
- Pero IV Martínez de Luna (1328-1423), (germà de l'anterior), el Papa Benet XIII d'Avinyó
- Johan IV Martínez de Luna o Johan Martínez de Luna i d'Urrea (fill de Johan III Martínez de Luna i Teresa d'Urrea)
- Ximeno Martínez de Luna o Ximeno Martínez de Luna i d'Urrea (fill de Johan III Martínez de Luna i Teresa d'Urrea)
- Àlvaro Martínez de Luna o Àlvaro Martínez de Luna i de Albornoz; (fill de Johan III Martínez de Luna i Teresa de Albornoz); casat amb María Fernández de Jarava
- Álvaro de Luna, 1. duque de Trujillo (fill de l'anterior); casat primer amb Joana Pimentel i després amb Margarida Manoel
- Johan Martínez de Luna, alférez major del Regne d'Aragó i Lloctinent de Catalunya.
- Jaime Martínez de Luna, net de l'anterior; fou Lloctinent de Catalunya (1501-1514) i Senyor de Morata e Illueca; casat amb Catalina Ximenez d'Urrea
- Pedro Martinez de Luna o Pedro Martínez de Luna i d'Urrea, fill de Jaime Martínez de Luna i Teresa d'Urrea. 1r comte de Morata i Lloctinent del Regne d'Aragó (1539-1554); casat amb Inés de Mendoza
- Catalina de Luna, o Catalina de Luna i de Mendoza. Filla de Pedro Martínez de Luna i d'Urrea i d'Inés de Mendoza. Casada el 1540 Artal d'Alagón (4t comte de Sástago)
  - Inés d'Alagón y Luna, filla de Catalina de Luna
  - Luisa d'Alagón y Luna, filla de Catalina de Luna

### Branca delsLópez de Luna
- Lope de Luna
- Pero de Luna, (?-Toledo, 1414), arquebisbe de Sevilla (1403).
- Álvaro I de Luna, el primer a entrar al servei de la cort de Castella com a coper d'Enric III de Castella.
- Álvaro II de Luna, conestable de Castella.
- Juan de Luna i Pimentel (fill de l'anterior)
- María de Luna i Pimentel (filla de l'anterior)

### Altres Luna de branca desconeguda
- Gómez II de Luna, en temps del rei Jaume I d'Aragó
- Sanxo Martínez de Luna, germà? de Martín López de Luna
- Ruy Ximénez de Luna
- Pero Sánchez de Luna, cavaller originari de Saragossa pertanyent a la classe dels ricoshombres, alcaide de Tierga el 1357, la núvia a Francisca de Luna, progenitors dels Sánchez de Luna d'Aragona